# 김현 (정치인)
김현(金玄, 1965년 11월 15일 ~ )은 대한민국의 정무직 공무원, 정치인이다. 대한민국 제19·22대 국회의원이다. 노무현 정부에서 역대 첫 여성춘추관장을 지냈으며, 역대 최장기 춘추관장으로 재직했다. 강릉 출생이다.
1965년 강릉 출생이다. 한양대학교 재학 시절엔 군부독재 타도에 앞장서며, 대학 4학년 총학생회 학술부장으로 활동하였다. 1988년 재야인사 98인이 정당정치의 필요성에 평민당 입당, 학생대표로 참가하였다. 이후 평화민주통일연구회(평민연) 총무간사로 활동했다.
1992년 총선과 대선을 앞두고 통합조직민주개혁정치모임 총무로 조직을 담당, 1997년 대선 승리 후 새정치국민회의 내 개혁적인 국회의원 모임 '열린정치포럼 정책실장'으로, 30~40대 청년들의 모임 '젊은한국' 부회장으로 정치개혁을 위해 활동했으며, 2000년 대변인실 부장으로 첫 당직을 맡아 부국장으로, 2002년 서울시 선대위 부대변인, 2003년 인수위 행정관, 청와대 춘추관 행정관을 거쳐 2005년 1월 대한민국 최초의 여성 춘추관장을 역임했다. 2007년 5월 제17대 통합민주당 대선후보 경선시 이해찬 후보 캠프 공보실장, 부대변인으로 활동, 제17대 통합민주당 정동영 후보 선대위 부대변인을 거쳤으며, 2011년 5월까지 민주통합당 상근 부대변인을 지냈다.
2012년 제19대 국회의원으로, 민주통합당 대변인으로 활동, 또한 국회 행정안전위원회와 정보위원회 위원을 맡았다. 2014년 9월 여의도에서 세월호 유가족들과 술을 마신뒤 대리기사와 시비가 붙어 폭행했다는 혐의를 받았으나 법원에 의해 폭행을 하거나 공모한 사실이 없다며 무죄를 선고 받았다. 2017년 더불어민주당 대변인으로 활동하였다. 2020년 6월 방송통신위원회 상임위원에 내정된 후, 2020년 8월 24일 임명되었다. 상임위원의 임기는 3년으로 2023년 8월 23일까지이다. 2020년 8월 26일 전반기 방송통신위원회 부위원장으로 선출되었으며, 부위원장의 임기는 2022년 1월 31일 종료되었다.
2024년 4월 대한민국 제22대 국회의원 선거에서 안산시 을에 출마, 당선되었다.

## 학력
- 옥천국민학교 졸업
- 강릉여자중학교 졸업
- 강릉여자고등학교 졸업
- 한양대학교 인문과학대학 사학 학사 학위 취득

## 주요 경력
- 1988년 평화민주통일연구회 총무간사
- 1992년 민주개혁정치모임 총무부장
- 1995년 민주개혁정치모임 청년위원회 부위원장
- 1997년 열린정책포럼 정책실장
- 2000년 새천년민주당 대변인실 부장
- 2002년 제3회 전국동시지방선거 새천년민주당 김민석 서울특별시장 후보 선거대책위원회 부대변인
- 2003년 제16대 노무현 대통령 당선자 대변인실 행정관
- 2003년 대통령비서실 보도지원비서실 행정관
- 2005년 청와대 춘추관장 겸 대통령비서실 보도지원비서관
- 2008년 민주당 부대변인
- 2011년 최문순 강원도지사 선거대책위원회 부대변인
- 2011년 2011년 하반기 재보궐선거 무소속 박원순 서울특별시장 후보 선거대책위원회 부대변인
- 2012년 민주통합당 수석부대변인
- 2012년 4월 11일 대한민국 제19대 국회의원 선거 당선(비례대표, 민주통합당, 초선)
- 2012년 민주통합당 대변인
- 2012년 제19대 국회 행정안전위원회 위원, 정보위원회 위원,
- 2012년 평창동계올림픽  및 국제경기대회지원특별위원회 위원
- 2012년 민주통합당 장준하  선생 의문사 진상조사단위원회 위원
- 2012년 민주통합당 폭력용역업체 진상조사단위원회 위원
- 2015년 12월: 더불어민주당 소상공인특별위원회 위원
- 2015년 12월: 더불어민주당 전국여성위원회 부위원장
- 2017년 5월~2018년 8월: 더불어민주당 대변인
- 2018년 9월~2020년 6월: 더불어민주당 제3사무부총장
- 2020년 8월 24일~2023년 8월 23일: 방송통신위원회 상임위원
- 2020년 8월 26일~2022년 1월 31일: 방송통신위원회 부위원장
- 2022년 6월 28일~2024년 6월 27일: 제6기 방송시장경쟁상황평가위원회 위원
- 2024년 4월 10일: 대한민국 제22대 국회의원 선거 당선(경기 안산시 을, 더불어민주당, 재선)
- 2024년 5월~: 더불어민주당 경기도당 안산시 을 지역위원회 위원장
- 2024년 7월~: 더불어민주당 정책위원회 과학기술정보통신 정책조정위원장
- 2024년 8월~: 더불어민주당 국민소통위원장
- 2025년 6월~2025년 8월: 국정기획위원회 사회2분과 위원
- 2025년 8월~: 더불어민주당 언론개혁특별위원회 부위원장
- 2025년 8월~: 더불어민주당 세월호특별위원회 위원장
- 2025년 8월~: 더불어민주당 대선불복불법현수막대응특별위원회 위원장

### 의정 활동
- 2012년 5월 30일~2016년 5월 29일: 제19대 국회의원(비례대표, 민주통합당→민주당→새정치민주연합→더불어민주당, 초선)
- 2024년 5월 30일~: 제22대 국회의원(경기 안산시 을, 더불어민주당, 재선)
  - 2024년 6월~: 제22대 국회 전반기 과학기술정보방송통신위원회 간사
  - 2025년 6월~2025년 7월: 제22대 국회 국무총리(김민석) 임명동의에 관한 인사청문 특별위원회 간사

## 저서
- 《님은 갔지만 보내지 아니하였습니다》(공저). 책공방우공이산. 2010년 3월 10일. ISBN 9788996402701
- 《세상이 달라졌어요》. 우성. 2012년 1월 9일. ISBN 9788992885553
- 《김현 25시 파란수첩》. 삶과지식. 2013년 11월 22일. ISBN 9791185324036
- 《힘들수록 진실을 모질수록 진심을》. 굿모닝미디어. 2023년 11월 30일. ISBN 9788989874478

## 역대 선거 결과
|  | 36.45% |

|  | 56.21% |

## 소속 정당
| 소속 정당 | 소속 정당      | 소속 기간 | 비고      |
| --------- | -------------- | --------- | --------- |
|           | 평화민주당     | 1988~1991 | 정계 입문 |
|           | 신민주연합당   | 1991      | 합당      |
|           | 민주당         | 1991~1995 | 합당      |
|           | 무소속         | 1995      | 탈당      |
|           | 새정치국민회의 | 1995~2000 | 창당      |
|           | 새천년민주당   | 2000~2003 | 합당      |
|           | 무소속         | 2003      | 탈당      |
|           | 열린우리당     | 2003~2007 | 창당      |
|           | 대통합민주신당 | 2007~2008 | 합당      |
|           | 통합민주당     | 2008      | 합당      |
|           | 민주당         | 2008~2011 | 당명 변경 |
|           | 민주통합당     | 2011~2013 | 합당      |
|           | 민주당         | 2013~2014 | 당명 변경 |
|           | 새정치민주연합 | 2014~2015 | 합당      |
|           | 더불어민주당   | 2015~현재 | 당명 변경 |

## 같이 보기
- 대한민국 제19대 국회의원 선거 민주통합당 후보 목록#비례대표
- 안산시 단원구의 국회의원
- 안산시 상록구의 국회의원
- 안산시의 국회의원
- 안산시 을 (2024년 선거구)
- 대한민국의 방송통신위원회 부위원장